# Jiske Griffioen
Jiske Griffioen, née le 17 avril 1985 à Woerden, est une joueuse néerlandaise de tennis en fauteuil roulant, professionnelle entre 2002 et 2017, et depuis 2019.

## Biographie
Née avec le spina bifida, elle vit depuis sa petite enfance avec des difficultés à marcher et utilise un fauteuil roulant dans la vie quotidienne.
Avant sa carrière de tennis en fauteuil roulant, elle participe à 14 ans aux Jeux paralympiques de Sydney en 2000 avec l’équipe féminine des Pays-Bas de basket-ball en fauteuil roulant qui atteint la quatrième place.
Elle pratique le tennis en fauteuil roulant de façon professionnelle depuis 2001 et joue son premier tournoi international en 2003. Elle possède aujourd'hui quatre titres du Grand Chelem en simple (2 à l'Open d'Australie en 2015 et 2016, Roland-Garros en 2015 et Wimbledon en 2016) et seize en double. Elle a fait le Grand Chelem en double dames en 2013.
Elle est également titulaire de cinq médailles olympiques, dont deux en or acquises en 2016, en simple et en double aux côtés de Aniek van Koot. Précédemment, Griffioen avait décroché l'argent en double en 2008 avec Esther Vergeer et en 2012 avec Aniek van Koot, et le bronze en simple en 2012.
Elle atteint la 1re place mondiale en double en 2005 et en simple en 2015. En mai 2017, elle occupe toujours le premier rang au classement en simple et en double des joueuses de tennis en fauteuil roulant. Après deux années de domination sur le circuit féminin, elle met un terme à sa carrière après le tournoi de Wimbledon en 2017.
Elle annonce en 2019 revenir dans la vie professionnelle.

## Palmarès

### Jeux paralympiques
- Jeux paralympiques d'été de 2008 à Pékin
  -  médaillée d'argent en double dames avec Esther Vergeer

- Jeux paralympiques d'été de 2012 à Londres
  -  médaillée de bronze en simple dames
  -  médaillée d'argent en double dames avec Aniek van Koot

- Jeux paralympiques d'été de 2016 à Rio de Janeiro
  -  médaillée d'or en simple dames
  -  médaillée d'or en double dames avec Aniek van Koot

### Titres enGrand Chelem
- Open d'Australie :
  - en simple en 2015 et 2016
  - en double dames en 2006, 2007, 2008, 2013, 2017 et 2024

- Roland-Garros :
  - en simple en 2015
  - en double dames en 2008, 2013 et 2015

- Wimbledon :
  - en simple en 2016
  - en double dames en 2012, 2013 et 2023

- US Open :
  - en double dames en 2006, 2007, 2013 et 2015

### Masters

#### Victoires au Masters en simple (3)
| Année | Lieu    | Finaliste         | Résultat |
| ----- | ------- | ----------------- | -------- |
| 2012  | Malines | Aniek van Koot    | 6-2, 6-2 |
| 2015  | Londres | Sabine Ellerbrock | 6-2, 6-2 |
| 2016  | Londres | Yui Kamiji        | 6-4, 6-4 |

#### Victoires au Masters en double (7)
| Année | Lieu          | Partenaire     | Finalistes                          | Résultat  |
| ----- | ------------- | -------------- | ----------------------------------- | --------- |
| 2004  | Brescia       | Korie Homan    | Brigitte Ameryckx / Sharon Walraven | 6-4, 6-2  |
| 2005  | Bergame       | Esther Vergeer | Florence Gravellier / Maaike Smit   | 6-1, 6-2  |
| 2006  | Bergame       | Esther Vergeer | Korie Homan / Lucy Shuker           | 6-3, 6-3  |
| 2007  | Bergame       | Esther Vergeer | Korie Homan / Maaike Smit           | 6-3, 6-3  |
| 2008  | Bergame       | Esther Vergeer | Florence Gravellier / Lucy Shuker   | 6-3, 6-0  |
| 2012  | Amsterdam     | Aniek van Koot | Yui Kamiji / Sabine Ellerbrock      | 6-0, 6-3  |
| 2015  | Mission Viejo | Aniek van Koot | Yui Kamiji / Jordanne Whiley        | 7-61, 6-4 |